# Świdnica (gmina wiejska w województwie dolnośląskim)
Świdnica – gmina wiejska w województwie dolnośląskim, w powiecie świdnickim. W latach 1975–1998 gmina położona była w województwie wałbrzyskim.
Siedziba Urzędu Gminy Świdnica to miasto Świdnica.
Według danych z 31 grudnia 2019 roku gminę zamieszkiwało 17 311 osób. Natomiast według danych z 30 czerwca 2020 roku gminę zamieszkiwało 17 356 osób.

## Opis
Licząca ponad 17 tys. mieszkańców gmina jest położona dookoła miasta Świdnica, głównie na południe od Świdnicy. Od wschodu graniczy z gminami Marcinowice i Dzierżoniów, od południa z gminami Pieszyce i Walim, od zachodu z Wałbrzychem i Świebodzicami, od północy z gminami Jaworzyna Śląska i Żarów.
Powierzchnia gminy wynosi 20 828 ha, co określa ją jako gminę dużej wielkości w porównaniu z innymi gminami województwa dolnośląskiego oraz plasuje ją na 302. miejscu w Polsce i 4 na Dolnym Śląsku. Na terenie gminy są 33 sołectwa. Duże obszary gminy są położone w parkach krajobrazowych. Większość obszaru geograficznie stanowi Równina Świdnicka, będąca częścią Przedgórza Sudeckiego. Rzeka Bystrzyca płynąca z południa na północ rozdziela Góry Sowie na wschodzie i Góry Wałbrzyskie na zachodzie. Strona wschodnia gminy leży i graniczy Parkiem Krajobrazowym Masywu Ślęży (wsie: Gogołów, Krzczonów) zaś zachodnia z Książańskim Parkiem Krajobrazowym (wsie: Mokrzeszów, Pogorzała, Modliszów, Witoszów Górny).
Większa część gminy to teren pagórkowaty, prawie nizinny, zaś część południowa to obszar zdecydowanie górzysty i zalesiony. Ta pierwsza to teren upraw rolnych, druga to tereny przede wszystkim rekreacyjne i turystyczne. W północnej części, otoczona za wszystkich stron gruntami gminy, usytuowana jest Świdnica – stolica powiatu.
Gminę Świdnica zalicza się do regionu Pogórza Sudeckiego. Średnia temperatura roczna waha się w granicach 0,8 – 8,7 °C. Najcieplejszym miesiącem jest lipiec (średnia temperatura 15,3 °C), a najzimniejszym jest styczeń (średnia temperatura – 2,3 °C). Zima trwa średnio 70-80 dni, wiosna 60-70 dni, jesień 50-60 dni a lato 100-110 dni.

## Ochrona przyrody
Na obszarze gminy znajduje się rezerwat przyrody Jeziorko Daisy chroniący kopalną faunę górnego dewonu odsłoniętą w nieczynnym kamieniołomie wapienia wraz z otaczającym go drzewostanem tworzącym zespół żyznej buczyny sudeckiej.

## Demografia

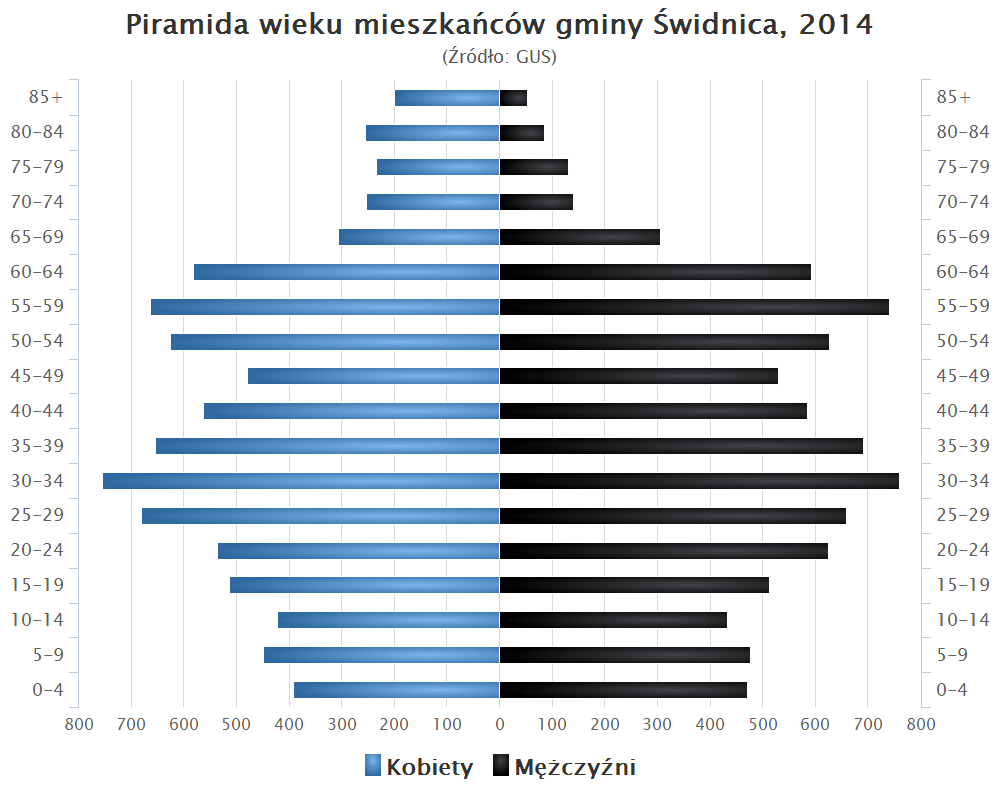
Piramida wieku mieszkańców gminy Świdnica w 2014 roku

## Sołectwa
Bojanice, Boleścin, Burkatów, Bystrzyca Dolna, Bystrzyca Górna, Gogołów, Grodziszcze, Jagodnik, Jakubów, Komorów, Krzczonów, Krzyżowa, Lubachów, Lutomia Dolna, Lutomia Górna, Makowice, Miłochów, Modliszów, Mokrzeszów, Niegoszów, Opoczka, Panków, Pogorzała, Pszenno, Słotwina, Stachowice, Sulisławice, Wieruszów, Wilków, Wiśniowa, Witoszów Dolny, Witoszów Górny, Zawiszów.
Miejscowości bez statusu sołectwa: Mała Lutomia, Stachowiczki, Złoty Las.